# Katanagatari
Katanagatari (яп. 刀語 Катанагатари, «Истории мечей») — японское ранобэ, автором которого является писатель Нисио Исин, а иллюстратором — Такэ. Перу Нисио Исина также принадлежит известная серия романов Monogatari, название каждого из которых тоже оканчивается на -гатари (яп. 語, «История»), однако Katanagatari является отдельным произведением, не связанным с этой серией.
Первый том романа опубликован в январе 2007 года издательством Коданся. Всего серия состоит из 12 томов, выходивших ежемесячно по декабрь 2007. В 2010 году студией White Fox была выпущена аниме-адаптация романа. Трансляция продолжалась с января по декабрь 2010 года.

## Сюжет
Действие происходит в средневековой Японии, приблизительно в период Эдо. Ситика Ясури принадлежит к редкой школе боевого искусства Кёто (яп. 虚刀流 кёто:рю:). Приверженцы этой школы, хотя и считают себя «кэнси» (яп. 剣士 мечник), сами мечи при этом не используют, применяя вместо этого особую технику. Отец Ситики был изгнан на остров Фусё, где прожил свои последние годы. Сам же Ситика и его старшая сестра Нанами прожили на изолированном острове всю свою жизнь.
Однажды на остров приплыла девушка, Тогамэ. Она назвалась стратегом (яп. 奇策士 кисакуси) при нынешнем сёгуне. Оказалось, что сёгунат решил собрать все мечи, сделанные знаменитым мастером Сикидзаки Кики (яп. 四季崎記紀). Из всех его мечей, двенадцать особо выдающихся получили за свою необычность, название «хэнтайто» (яп. 変体刀 хэнтайто:, «необычные мечи»), каждый был уникален по своим свойствам. Первоначально сбор мечей пробовали поручить ниндзя и самураям, однако тех настолько прельщала возможность обладания этими мечами, что они, в конечном итоге, предавали пославшего их сёгуна и оставляли мечи себе. Тогда и было решено поручить эту задачу Ситике, который не пользуется мечом, а следовательно не стремиться к обладанию мечами Сикидзаки. Тогамэ убеждает Ситику покинуть остров и отправиться вместе с ней на поиски знаменитых мечей.

### Мечи Сикидзаки
Канна (яп. 絶刀「鉋」 Дзэтто: Канна, Абсолютный меч, «Рубанок») — первый меч, добытый Ситикой и Тогамэ. Его обладателем был Комори Манива. В отличие от традиционной формы катаны, Канна имеет прямое лезвие. Считается, что этот меч является прочнейшим из всех, поэтому его невозможно ни сломать, ни погнуть, ни поцарапать. Рукоять меча красочно оформлена узором в виде цветущей сливы. В целом Канна имеет много общего с японскими мечами дотануки.
Намакура (яп. 斬刀「鈍」 Дзанто: Намакура, Рассекающий меч, «Затупленый») — второй добытый меч, принадлежащий Гинкако Унэри. Несмотря на ироничное название («Затупленный» или «Тупой»), острейший меч, позволяющий его обладателю наносить сверхбыстрые удары. Используется преимущественно техникой иайдо, то есть рассчитан не на длительные поединки, а на убийство одним движением (в частности при обнажении меча из ножен). Смачивание лезвии Намакуры позволяет достигнуть ещё большей скорости, для чего Гинкако использует собственную кровь. Украшен скромным треугольным узором на рукояти.
Цуруги (яп. 千刀「鎩」 Сэнто: Цуруги, Тысяча мечей, «Копьё») — третий добытый меч, принадлежащий Мэйсай Цуруге. Помимо оригинального Цуруги существует 999 его копий. Каждая копия в отдельности не отличается своими свойствами, однако все вместе они позволяют использовать в бою технику «тысячи мечей», в которой мечи расположены на поле боя, а мечник передвигается по нему без оружия, беря меч в руки непосредственно перед совершением удара. Копии ничем не отличаются от оригинала, и сама Мэйсай не могла их отличить. Отличить оригинал смог Ситика, почувствовав тёмную ауру меча, и Тогамэ — по сильно изношенным ножнам. Рукоять меча украшена красным ромбовидным узором, ножны яро-красного цвета.
Хари (яп. 薄刀「針」 Хакуто: Хари, Тонкий меч, «Игла») — четвёртый добытый меч, принадлежавший лучшему мечнику Японии — Хакухэю Саби. Самый хрупкий и лёгкий из всех, поскольку его лезвие сделано из стекла. Исключительно требователен к мастерству мечника, поскольку любой неверный удар способен сломать клинок. Лезвие прямое, закругляющееся к острию. Имеет простой чёрно-белый ромбовидный узор на рукояти, круглую гарду и полу-прозрачное лезвие с голубым отливом.
Ёрой (яп. 賊刀「鎧」 Дзокуто: Ёрой, Бандитский меч, «Доспех») — набор доспехов, принадлежавший капитану пиратов Канаре Адзэкурэ. Обеспечивает практически абсолютную защиту от любых видов холодного оружия. Сделан из прочнейшего сплава, устойчивого к бронебойным атакам. Имеет множество выдвигающихся лезвий на поверхности, которые позволяют участвовать в сражениях без меча в руках. Доспех выполнен в европейском стиле и украшен узорами на морскую тематику.
Канадзути (яп. 双刀「鎚」 Со:то: Канадзути, Парный меч, «Молот») — шестой добытый меч, принадлежавший клану Итэдзора. Абсолютно тупой и настолько тяжёлый, что управляться с ним способны только люди из клана Итэдзора. Сокрушает врагов исключительно своей массой. При попытке заблокировать удар Канадзути, Ситика сломал руку, из-за чего и проиграл поединок с Канаюки. Рукоять меча имеет шипы, что позволяет использовать его подобно палице, держа за лезвие, из-за чего меч и назван «парным».
Бита (яп. 悪刀「鐚」 Акуто: Бита, Порочный меч, «Грош») — небольшой клинок, похожий на кунай. Обладает способностью омолаживать и физически усиливать тело. Не используется непосредственно в бою и проявляет свои способности, вонзаясь в грудь обладателя. Один из самых отравляющих клинков. Ранее принадлежал храму города Сирэйдзан, но был похищен Нанами. Имеет золочёную рукоять с зазубринами.
Кандзаси (яп. 微刀「簪」 Бито: Кандзаси, Деликатный меч, «Заколка») — механическая кукла каракури-нингё, обладающая четырьмя ногами и руками и вооружённая четырьмя катанами. Построена Кики Сикидзаки для охраны своей кузницы. Работает от энергии солнца. Запрограммирована на уничтожение любого человека в зоне видимости. Способна принимать различные формы, в том числе может летать. Для подзарядки периодически вынуждена останавливаться под лучами солнца.
Нокогири (яп. 王刀「鋸」 О:то: Нокогири, Королевский меч, «Пила») — деревянный боккэн, принадлежавший Дзанки Кигути. В отличие от остальных мечей Сикидзаки, не отравляет своего владельца, а наоборот — очищает его дух и придаёт уверенности в себе. Используется не для настоящих сражений, а в кэндо. Не имеет выраженной рукояти. Украшен скромно, но по всей поверхности.
Хакари (яп. 誠刀「銓」 Сэйто: Хакари, Истинный меч, «Весы») — меч без лезвия, по сути является рукоятью (цука). Принадлежал отшельнику Риннэ Хигаки, который получил его в дар от самого Сикидзаки. Меч назван «Весами», так как способен «взвешивать» человеческие сердца и находить истину. Чёрная рукоять украшена жёлтыми цветочными узорами.
Мэкки (яп. 毒刀「鍍」 Докуто: Мэкки, Отравляющий меч, «Золочёный») — самый ядовитый из всех мечей. Был заключён внутри кристалла и спрятан в пещере, чтобы ограничить его отравляющий эффект и не позволить кому-либо завладеть им. Внутри меча заключён дух Кики Сикидзаки. Был похищен Хоо Манивой, и позднее дух Сикидзаки овладел телом Хоо. Сам меч чёрного цвета со светящимся голубым узором и зубчатым лезвием.
Дзю (яп. 炎刀「銃」 Энто: Дзю:, Пламенный меч, «Пушка») — пара пистолетов: шестизарядный револьвер и полуавтоматический пистолет на 11 выстрелов. Пистолеты принадлежат принцессе Хитэй, но находятся в распоряжении Эмондзаэмона. Пистолеты украшены огненным узором и цветными лентами на рукояти. Точно не известно, как перезаряжаются пистолеты (и требуют ли они перезарядки вообще), так как за всё время использования Эмондзаэмоном перезарядка не была описана.
Ясури (яп. 虚刀「鑢」 Кё:то: Ясури, Мнимый меч, «Напильник») — последнее творение Кики Сикидзаки, «13 меч». Боевое искусство фехтования без меча. Первым человеком, овладевшим этим стилем стал Кадзунэ Ясури. Впоследствии искусство передавалось по мужской линии, однако мужчины рода Ясури со второго по пятое поколение скрывали его. Муцуэ Ясури открыто пользовался кёто-рю во время восстания Такахито Соды, убив восставшего лорда. Обучил своего сына Ситику Ясури, который, как и предсказывал Сикидзаки, достиг наибольших высот в кёто-рю, став «завершённым мечом».

## Персонажи
Ситика Ясури (яп. 鑢 七花 Ясури Ситика) — седьмой глава школы Кёто-рю. В начале повествования живёт на далёком острове с сестрой. Достаточно простодушен и искренен. До приезда Тогамэ не имел контактов с внешним миром, поэтому ему не хватает здравого смысла. В решении сложных вопросов привык полагаться на сестру. Физически сильный и крепкий, высокого роста, часто ходит полуобнажённым, объясняя это тем, что привык к свободе движений, и что ткани одежды мешают в бою. Ничего не знает о внешнем мире за пределами острова и первое время не различает людей по лицам. Узнав историю Тогамэ, заявляет, что любит её, и принимает её предложение собрать все мечи Сикидзаки, но по-настоящему влюбляется в неё по ходу сюжета.
После смерти Тогамэ принимает решение ослушаться приказа и сразиться с единственным человеком, способным убить его — Эмондзаэмоном. Победив на своём пути людей сёгуна, разрушает все мечи Сикидзаки, убивает Эмондзаэмона и сёгуна. После всех сражений отправляется в путешествие по Японии.
Сэйю: Ёсимаса Хосоя
Тогамэ (яп. とがめ) — военный советник Акудзари Татэмацу, одного из вассалов сёгуна, несостоявшаяся принцесса. Является дочкой Такахито Соды, восставшего лорда, убитого во время восстания от руки Муцуэ Ясури, отца Ситики. Настоящее имя — принцесса Ёся (яп. 容赦姫 Ё:ся-химэ). Себя называет «стратегом». Достаточно высокого мнения о своих способностях в этой области, поэтому часто ведёт себя надменно, хотя порой может впадать в панику. Боевые навыки практически полностью отсутствуют, и сама Тогамэ не стесняется признавать свою слабость. Невысокого роста, с чрезвычайно длинными волосами, полностью поседевшими после того, как Тогамэ стала свидетельницей убийства своего отца. Свои планы касательно Ситики осуществляет для того, чтобы отомстить. По ходу действий постепенно теплеет в отношении к нему. Умирает от рук Соды Эмондзаэмона, выполнявшего приказ. Перед смертью успевает рассказать Ситике свои истинные планы и приказывает забыть о ней и жить своей жизнью.
Сэйю: Юкари Тамура
Принцесса Хитэй (яп. 否定姫 Хитэй-химэ) — одна из наиболее устойчивых антагонистов истории, близкая подчиненная сёгуна, принцесса из Овари. Мешает Тогамэ заполучить мечи Сикидзаки, действуя руками сёгуна и запугивая его возможным восстанием. Контролирует сбор порочных мечей. Имеет светлые, золотистые длинные волосы, голубые глаза. Не лишена женственности, утонченна, загадочна и хитра. Имеет в своём подчинении Соду Эмондзаэмона. Является потомком самого Кики Сикидзаки, по воле которого собирается свергнуть сёгунат. Однако после убийства сёгуна на его место приходит новый, и Хитэй отправляется вслед за Ситикой в путешествие, помогая ему финансово.
Сэйю: Харука Томацу
Кики Сикидзаки (яп. 四季崎 記紀 Сикидзаки Кики) — легендарный оружейный мастер, провидец, живший в период Сэнгоку. Мечи его работы ценились любыми воинами и часто оказывали решающее влияние на ход боевых действий. Однако 988 мечей являлись лишь тренировкой перед созданием последних двенадцати. Каждый из этих мечей обладал уникальными свойствами и создавался при помощи алхимии, оккультизма и знаний, которые Сикидзаки получал, глядя в будущее. Также был знаком с Кадзунэ Ясури, которому помог в создании стиля кёто-рю. Истинной же целью создания мечей являлось изменение истории Японии, так как один из предков Сикидзаки предсказал смерть страны от рук чужаков.

### Обладатели мечей Сикидзаки
Комори Манива (яп. 真庭 蝙蝠 Манива Ко:мори) — ниндзя деревни Манива, владеющий техникой перевоплощения. Владелец меча Дзэтто Канна. Убит Ситикой на острове Фусё.
Сэйю: Тихиро Судзуки
Гинкаку Унэри (яп. 宇練 銀閣 Унэри Гинкаку) — мечник-отшельник, охраняющий замок в пустыне Инаба, что считает смыслом своей жизни. Обладает порочным мечом — Дзанто Намакура. Владеет техникой, позволяющей убить противника одним молниеносным ударом. Скорость его меча настолько велика, что Ситика так и не смог увидеть его лезвия. Убит Ситикой в своём замке.
Сэйю: Мицуру Миямото
Мэйсай Цуруга (яп. 敦賀 迷彩 Цуруга Мэйсай) — глава храма Сандзу в Идзумо, в котором находят приют потерявшие свой путь девушки. В прошлом бандитка. Мудра и спокойна. Убила предыдущую владелицу храма, после чего раскаялась, уничтожила свою банду и стала управлять храмом, взяв себе её имя, утверждает, что не помнит своего настоящего имени. Любит сакэ. Владеет одним из порочных мечей — Сэнто Цуруги. Раздала 1000 копий меча жрицам храма, в надежде, что аура этих мечей излечит их души и придаст уверенности. Соглашается на поединок с Ситикой за Сэнто Цуруги и погибает от его руки. Перед смертью просит у Тогамэ, чтобы сёгунат позаботился о храме и девушках.
Сэйю: Ацуко Юя
Хакухэй Саби (яп. 錆 白兵 Са:би Хакухэй) — сильнейший мечник Японии. Владеет мечом Хакуто Хари — острейшем, но крайне хрупким. Был одним из людей, отправленным на поиск мечей Сикидзаки, но предал Тогамэ и оставил меч себе. Сам бросил вызов Ситике. Оказался одним из сильнейших противников, но проиграл в сражении и был убит. При всём этом подробности битвы с ним в сюжете не раскрываются. Его коронной фразой является «Я заставлю тебя полюбить меня».
Сэйю: Хикару Мидорикава
Канара Адзэкура (яп. 校倉 必 Адзэкура Канара) — пират из Сацумы, владеющий небольшим портовым городом. В детстве во время пиратского нападения была убита его сестра, а сам он был взят в рабство. Капитан той команды владел доспехами Ёрой. Прожив среди пиратов 5 лет Канара получил разрешение примерить доспехи, после чего уничтожил всю команду. Сам стал капитаном и обладателем доспехов, которые почти никогда не снимает. Встретив Тогамэ соглашается на поединок с Ситикой за Дзокуто Ёрой, но в случае победы требует саму Тогамэ, так как она напомнила ему его сестру. Проигрывает в поединке, однако становится первым противником Ситики, оставшимся в живых. Как и обещал, отдаёт доспехи и не препятствует отправлению Тогамэ и Ситики из города, однако из мести меняет их маршрут и отправляет корабль в Эдзо.
Сэйю: Цуёси Кояма
Конаюки Итэдзора (яп. 凍空 こなゆき Итэдзора Конаюки) — 11-летняя девочка, последняя выжившая из клана Итэдзора, деревня которого располагалась на вершине горы Одори в Эдзо. Спасает Тогамэ и Ситику от холода. Помогает найти меч Сото Канадзути, принадлежавший ранее сыну главы деревни. Как и все люди из клана Итэдзора, является физически очень сильной. Так как Сото Канадзути тяжелейший из мечей, она единственная, кто способен легко управляться с ним, в то время как остальные, как правило, не способны даже поднять его. Будучи последней из клана, очень одинока, и солгала Ситике, что не может отдать ему меч, пока он не победит её в честном поединке. Становится первой, кто победил Ситику, однако соглашается отдать меч. Сама доставляет меч в Овари, после чего отправляется жить в храм Сандзу.
Сэйю: Рина Хидака
Нанами Ясури (яп. 鑢 七実 Ясури Нанами) — старшая сестра Ситики. Обладает техникой Митоси кэнсю (яп. 見通し研修 Мито:си кэнсю:), при помощи неё способна выучить любой прием увидев его лишь раз. Физически слабая, темноволосая и низкорослая, имеет тихий голос. Со стороны кажется покойной и заботливой сестрой, но на деле крайне жестока, эгоистична и не понимает мотивы людей, так, выбравшись на материк, без колебаний уничтожила всю деревню и жителей монастыря лишь ради того, чтобы сразиться с Ситикой. От природы настолько сильна, что копирует чужие техники только для того, чтобы ослабить себя, так как её тело не способно выдержать всей её силы. Отец отказался учить Нанами стилю кёто-рю, считая её чрезмерно сильной. Однако она всё-равно овладела им, наблюдая за тренировками Ситики. В детстве был тяжело больна, но не могла умереть. Отец собирался сам убить её, завершив её страдания, но был сам убит Ситикой. Желая сразиться с Ситикой на смерть, уничтожает деревню Итэдзора, овладев силой людей этого клана После этого разоряет город Сирэйдзан, захватив местный храм и меч Акуто Бита, который там хранился. Вынуждает Ситику сразиться с ней и погибает от его руки, чего и всегда хотела.
Сэйю: Май Накахара
Биёриго (яп. 日和号 Биёриго:) — механическая кукла, которая охраняет мастерскую Сикидзаки на высохшем озере. Сама является мечом Бито Кандзаси. В сражении с ней Тогамэ изучает все её способности и придумывает победную стратегию. Биёриго работает от солнечной энергии и периодически останавливается для подзарядки. Ситика сражается с Биёриго до тех пор, пока у неё не заканчивается заряд, после чего куклу отправляют в Овари.
Сэйю: Ая Эндо
Дзанки Кигути (яп. 汽口 慚愧 Кигути Дзанки) — уверенная в правоте своих убеждений глава додзё без учеников. Увлекается игрой в сёги, как и большинство жителей города. Владеет мечом Ото Нокогири. Соглашается сразиться с Ситикой, но только по всем правилам кэндо, то есть на деревянных мечах и при полной защите. Так как последователи школы кёто-рю не способны управляться с мечом, Ситика проигрывает. После этого Дзанки решает обучить Ситику и сразиться ещё раз. Обучение проходит безуспешно, однако благодаря увлечению сёги, Тогамэ удаётся отвлечь Дзанки и помочь Ситике победить в поединке. Дзанки признаёт поражение и соглашается провести ещё один поединок без мечей, после чего признаёт мастерство Ситики и приносит извинения за такое отношение к его стилю.
Сэйю: Сидзука Ито
Риннэ Хигари (яп. 彼我木 輪廻 Хигари Риннэ) — 350-летний отшельник, был другом Кики Сикидзаки и получил от него в подарок меч Сэйто Хакари. Не желая быть отравленным ядом меча, Риннэ закапывает его. Обладает способностью менять свой облик вплоть до характера. Для тех, кто общается с ним, принимает облик людей, которых они не хотят вспоминать. Так как Тогамэ и Ситика встретили его вместе, то он принял внешний вид, сочетающий в себе всех людей, которым в своё время проиграл Ситика, и характер отца Тогамэ.
Сэйю: Мияко Ито
Хоо Манива (яп. 真庭 鳳凰 Манива Хо:о:) — один из двенадцати глав деревни Манива, являющийся фактически главным среди них. Облачён в костюм феникса и обладает способностью заменять свои части тела чужими, перенимая в том числе и часть чужих способностей. Считается одним из сильнейших ниндзя, с которым считается в том числе и Эмондзаэмон. Заключает с Тогамэ союз, по условиям которого обязуется не мешать ей собирать определённые мечи. Сам же завладевает мечом Докуто Мэкки, который сильнее всего отравляет владельца. Во время сражения с Эмондзаэмоном становится одержимым духом Кики Сикидзаки, после чего уничтожает деревню Манива. Погибает в сражении с Ситикой.
Сэйю: Рётаро Окиаю
Эмондзаэмон Сода (яп. 左右田右 衛門左衛門 Со:да Эмондзаэмон) — подчиненный принцессы Хитэй, выполняющий роль информатора и сообщающий ей о всех подробностях путешествия Тогамэ и Ситики. Высокого роста с длинными рыжими волосами, убранными в хвост. Носит строгий костюм и маску на лице. На маске имеется надпись, значащая «не скрытный» (яп. 不忍 синобадзу) и символизирующая, что он является бывшим ниндзя из деревни Айой, которую уничтожили ниндзя из Манивы более 170 лет назад. Владеет парными пистолетами Энто Дзю. Дожидается, когда Тогамэ и Ситика прибывают в Овари, после чего убивает Тогамэ. Отдает жизнь за свою госпожу, погибая от рук Ситики.
Сэйю: Рикия Кояма

## Ранобэ
Ранобэ Нисио Исина состоит из 12 томов, выходивших ежемесячно в 2007 году под импринтом Kodansha BOX издательства Коданся.

### Список томов
| №  | Заглавие | Дата публикации      | ISBN                   |
| -- | --- | -------------------- | ---------------------- |
| 1  | Истории мечей. Том 1: Абсолютный меч Канна Катанагатари Дайитива Дзэтто: Канна (刀語 第一話 絶刀・鉋)         | 10 января 2007 года  | ISBN 978-4-06-283611-1 |
| 2  | Истории мечей. Том 2: Рассекающий меч Намакура Катанагатари Дайнива Дзанто: Намакура (刀語 第二話 斬刀・鈍)   | 2 февраля 2007 года  | ISBN 978-4-06-283604-3 |
| 3  | Истории мечей. Том 3: Тысяча мечей Цуруги Катанагатари Дайсанва Сэнто: Цуруги (刀語 第三話 千刀・鎩)          | 1 марта 2007 года    | ISBN 978-4-06-283619-7 |
| 4  | Истории мечей. Том 4: Тонкий меч Хари Катанагатари Дайёнва Хакуто: Хари (刀語 第四話 薄刀・針)                | 3 апреля 2007 года   | ISBN 978-4-06-283623-4 |
| 5  | Истории мечей. Том 5: Бандитский меч Ёрой Катанагатари Дайгова Дзокуто: Ёрой (刀語 第五話 賊刀・鎧)           | 8 мая 2007 года      | ISBN 978-4-06-283628-9 |
| 6  | Истории мечей. Том 6: Парный меч Канадзути Катанагатари Дайрокува Со:то: Канадзути (刀語 第六話 双刀・鎚)     | 5 июня 2007 года     | ISBN 978-4-06-283631-9 |
| 7  | Истории мечей. Том 7: Порочный меч Бита Катанагатари Дайнанава Акуто: Бита (刀語 第七話 悪刀・鐚)             | 3 июля 2007 года     | ISBN 978-4-06-283634-0 |
| 8  | Истории мечей. Том 8: Деликатный меч Кандзаси Катанагатари Дайхатива Бито: Кандзаси (刀語 第八話 微刀・釵)    | 2 августа 2007 года  | ISBN 978-4-06-283636-4 |
| 9  | Истории мечей. Том 9: Королевский меч Нокогири Катанагатари Дайкю:ва О:то: Нокогири (刀語 第九話 王刀・鋸)    | 4 сентября 2007 года | ISBN 978-4-06-283639-5 |
| 10 | Истории мечей. Том 10: Истинный меч Хакари Катанагатари Дайдзю:ва Сэйто: Хакари (刀語 第十話 誠刀・銓)        | 2 октября 2007 года  | ISBN 978-4-06-283643-2 |
| 11 | Истории мечей. Том 11: Отравляющий меч Мэкки Катанагатари Дайдзю:итива Докуто: Мэкки (刀語 第十一話 毒刀・鍍) | 2 ноября 2007 года   | ISBN 978-4-06-283648-7 |
| 12 | Истории мечей. Том 12: Пламенный меч Дзю Катанагатари Дайдзю:нива Энто: Дзю: (刀語 第十二話 炎刀・銃)         | 4 декабря 2007 года  | ISBN 978-4-06-283652-4 |

## Аниме
| Зрительский рейтинг | Зрительский рейтинг | Зрительский рейтинг |
| (на 11 мая 2015 г.) | (на 11 мая 2015 г.) | (на 11 мая 2015 г.) |
| ------------------- | ------------------- | ------------------- |
| Сайт                | Оценка              | Голосов             |
| Anime News Network  | · ссылка            | 1190                |
| AniDB               | · ссылка            | 4034                |

12-серийный аниме-сериал режиссёра Кэйтаро Мотонаги создан на студии White Fox и транслировался на канале MBS в 2010 году. В отличие от стандартного 25-минутного формата, каждая серия Katanagatari длилась 50 минут и являлась экранизацией соответствующего тома ранобэ. Серии выходили с той же регулярностью, что и тома новеллы — раз в месяц с января по декабрь.
С 11 апреля по 27 июня 2013 года сериал повторно транслировался на канале Fuji TV в программном блоке noitaminA, но уже с регулярностью 1 серия в неделю. Также были созданы новые опенинг и эндинг.

### Список серий
| № серии | Название                                               | Сценарист     | Трансляция в Японии |
| ------- | ------------------------------------------------------ | ------------- | ------------------- |
| 1       | Абсолютный меч Канна «Дзэтто: Канна» (絶刀・鉋)        | Макото Уэдзу  | 25 января 2010      |
| 2       | Рассекающий меч Намакура «Дзанто: Намакура» (斬刀・鈍) | Макото Уэдзу  | 8 февраля 2010      |
| 3       | Тысяча мечей Цуруги «Сэнто: Цуруги» (千刀・鎩)         | Харуко Накацу | 8 марта 2010        |
| 4       | Тонкий меч Хари «Хакуто: Хари» (薄刀・針)              | Токо Матида   | 16 апреля 2010      |
| 5       | Бандитский меч Ёрой «Дзокуто: Ёрой» (賊刀・鎧)         | Макото Уэдзу  | 21 мая 2010         |
| 6       | Парный меч Канадзути «Со:то: Канадзути» (双刀・鎚)     | Харуко Накацу | 4 июня 2010         |
| 7       | Порочный меч Бита «Акуто: Бита» (悪刀・鐚)             | Макото Уэдзу  | 9 июля 2010         |
| 8       | Деликатный меч Кандзаси «Бито: Кандзаси» (微刀・釵)    | Токо Матида   | 13 августа 2010     |
| 9       | Королевский меч Нокогири «О:то: Нокогири» (王刀・鋸)   | Токо Матида   | 10 сентября 2010    |
| 10      | Истинный меч Хакари «Сэйто: Хакари» (誠刀・銓)         | Харуко Накацу | 15 октября 2010     |
| 11      | Отравляющий меч Мэкки «Докуто: Мэкки» (毒刀・鍍)       | Макото Уэдзу  | 12 ноября 2010      |
| 12      | Пламенный меч Дзю «Энто: Дзю:» (炎刀・銃)              | Макото Уэдзу  | 10 декабря 2010     |

### Музыкальное сопровождение
Открывающие композиции
- Meiya Kadenrou (яп. 冥夜花伝廊 Мэйя Кадэнро:) (серии 1-7)

Исполнитель: Минами Курибаяси
- Katana тo Saya (яп. 刀と鞘 Катана то Сая) (серии 8-12)

Исполнитель: Ali Project
- Hakushu Kassai Utaawase (яп. 拍手喝采歌合 Хакусю Кассай Утаавасэ) (noitaminA)

Исполнитель: supercell
Закрывающие композиции
- Tasogare no Getsuka (яп. 誰そ彼の月華 Тасогарэ но Гэцука) (1 серия)

Исполнитель: Yousei Teikoku
- Refulgence (2 серия)

Исполнитель: Shoujo Byou
- Senbon Sennyo no Hamari Uta (яп. 千本千女の刃毬唄 Сэмбон Сэннё но Хамари Ута) (3 серия)

Исполнитель: Аки Хата
- Kyomu no Hana (яп. 虚無の華 Кёму но Хана) (4 серия)

Исполнитель: Kukui
- Ai to Makoto (яп. 愛と誠 Ай то Макото) (5 серия)

Исполнитель: Юкари Тамура
- Yuki no Onna (яп. 雪ノ女 Юки но Онна) (6 серия)

Исполнитель: Ali Project
- Mayoigo Sagashi (яп. 迷い子さがし Маёйго Сагаси) (7 серия)

Исполнитель: Маи Накахара
- Karakuri Nemuri Dan (яп. からくり眠り談 Каракури Нэмури Дан) (8 серия)

Исполнитель: Nomico
- Akashi (яп. 証 Акаси) (9 серия)

Исполнитель: Annabel
- Ina, To Hime wa Subete wo Katarazu (яп. 否、と姫は全てを語らず Ина, То Химэ ва Субэтэ о Катарадзу) (10 серия)

Исполнитель: Харука Томацу
- Bourei Tachi yo Yabou no Hate ni Nemure (яп. 亡霊達よ野望の果てに眠れ Бо:рэй Тати ё Ябо: но Натэ ни Нэмурэ) (11 серия)

Исполнитель: Faylan
- Toki Sude ni Hajimari wo Kizamu (яп. 時すでに始まりを刻む Токи Судэ ни Хадзимари о Кидзаму) (12 серия)

Исполнитель: Минами Курибаяси
- Kotonoha (яп. 言ノ葉 Котоноха) (noitaminA)

Исполнитель: Piko